# Eemil Linna
Kustaa Eemil Linna (né Ainiala le 17 janvier 1876 à Pälkäne et mort le 10 janvier 1951 à Tampere) est un homme politique finlandais,,. 

## Carrière politique
Eemil Linna est député du Parti jeune finnois puis Edistyspuolue de la circonscription  du Nord du Comté du Häme du 22 avril 1913 au 3 avril 1917 et du  1er novembre 1917 au 20 octobre 1930.
Ministre des Transports et des Travaux publics du gouvernement Kivimäki (14.12.1932–25.09.1936) et vice-ministre de l'Agriculture du gouvernement Kivimäki (19.01.1934–25.09.1936).
Il est aussi ministre de l'Agriculture des gouvernements Mantere (22.12.1928–16.08.1929) et Kivimäki (25.09.1936–07.10.1936).